# Zubr
Razred Zubr (rusko Десантный корабль проекта 12322 «Зубр») je razred desantnih hoverkraftov (LCAC-jev) Ruske vojne mornarice. Z izpodrivom 555 ton so največji hovekrafti na svetu. Zubr lahko prevaža vojake in težko vojaško tehniko, kot so tanki. 
Poganjana ga pet predelanih letalskih motorjev Kuznecov NK-12MV, vsak z 12.000 KM. Dva motorja se uporabljata za vzgon, trije pa za pogon. Največja hitrost je 65 vozlov.

## Uporabniki
Ruska vojna mornarica, Baltska flota:
- 770 Jevgenij Kočeškov (prej MDK-118)
- 782 Mordovija (prej MDK-94)

Grška vojna mornarica:
- Kefallinia (L180)
- Ithaki (L181)
- Kerkyra (L182)
- Zakynthos (L183)

Kitajska vojna mornarica:
- 3326
- 3327